# دونالد براشير
دونالد براشير (بالإنجليزية: Donald Brashear)‏ هو لاعب هوكي جليد كندي وأمريكي، ولد في 7 يناير 1972 في بيدفورد في الولايات المتحدة.

## وصلات خارجية
- دونالد براشير على موقع دوري الهوكي الوطني (الإنجليزية)
- دونالد براشير على موقع قاعة مشاهير الهوكي (لاعب أن.إتش.أل) (الإنجليزية)
- دونالد براشير على موقع الدوري الأمريكي لهوكي الجليد (الإنجليزية)
- دونالد براشير على موقع EliteProspects.com (الإنجليزية)
- دونالد براشير على موقع HockeyDB.com (الإنجليزية)
- دونالد براشير على موقع Hockey-Reference.com (الإنجليزية)